# Paroisse de Cameron
Pour les articles homonymes, voir Cameron et Comté de Cameron.
La paroisse de Cameron  (anglais : Cameron Parish) a été créée par la scission des paroisses de Calcasieu et de Vermilion en 1870. Elle est une des 22 paroisses de la région officielle de l'Acadiane. Elle est nommée en l'honneur de Simon Cameron, le secrétaire de guerre pendant la présidence d'Abraham Lincoln.

## Géographie
La paroisse a une superficie de 3 401 km2 de terre émergée et 1 602 km2 d’eau. Elle est enclavée entre la paroisse de Calcasieu au nord-ouest, la paroisse de Jefferson Davis au nord-est, la paroisse de Vermilion à l’est, le golfe du Mexique au sud, le comté de Jefferson (Texas) au sud-ouest et le comté d’Orange (Texas) à l’ouest.
La paroisse comprend deux census-designated place, Cameron (siège de la paroisse) et Hackberry, et cinq communautés non incorporées : Creole (en), Grand Chenier (en), Grand Lake (en), Holly Beach (en) et Johnson Bayou (en).
Deux autoroutes quadrillent la paroisse : les autoroutes de Louisiane (Louisiana Highway) no 27 et 82.

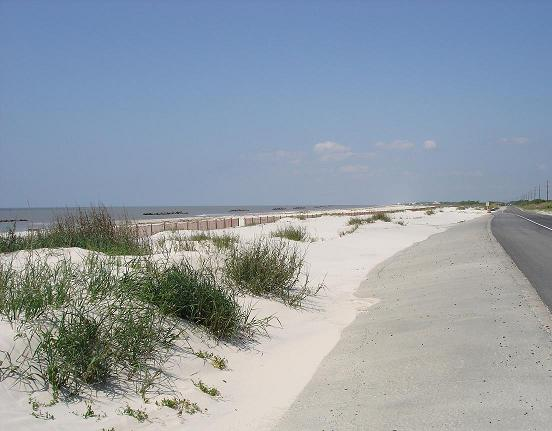
Plage entre Johnson Bayou et Holly Beach
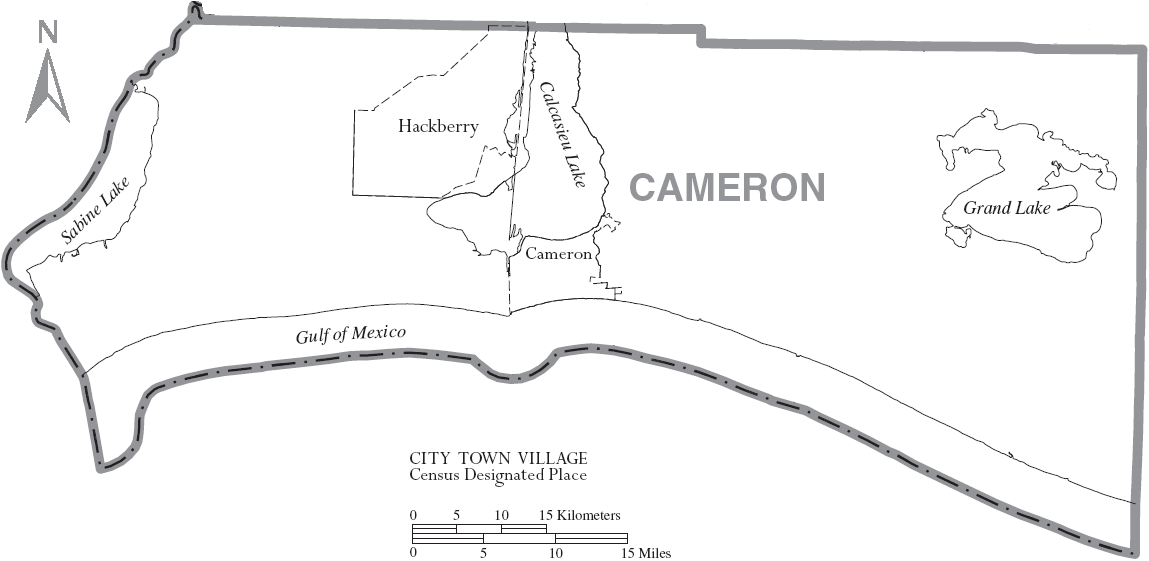
Carte de la paroisse
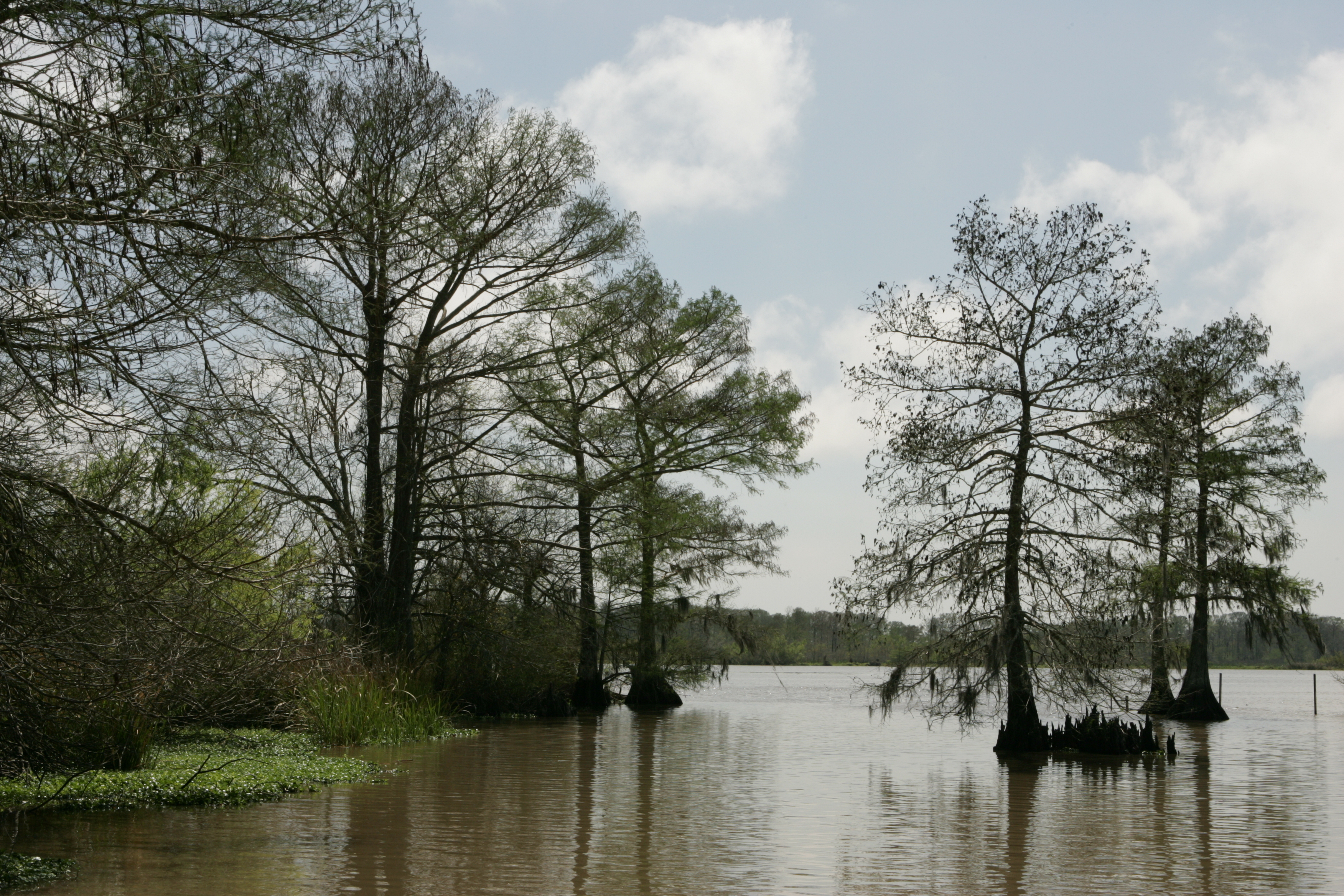
Lacassine National Wildlife Refuge

## Histoire
La région est parfois gravement touchée par des ouragans. En 1957, l'ouragan Audrey (en) tue plus de 400 habitants de la paroisse. En septembre 2005, l'ouragan Rita détruit presque entièrement les villes côtières de la paroisse (Cameron, Holly Beach et Creole). Trois ans plus tard, c'est au tour de l'ouragan Ike de provoquer d'importantes inondations. Dix ans après le passage de Rita, la paroisse de Cameron a perdu le tiers de sa population.

## Démographie
| Groupe                           | Paroisse de Cameron | Louisiane | États-Unis |
| -------------------------------- | ------------------- | --------- | ---------- |
| Blancs                           | 95,7                | 62,6      | 72,4       |
| Afro-Américains                  | 1,7                 | 32,0      | 12,6       |
| Métis                            | 1,1                 | 1,6       | 2,9        |
| Autres                           | 0,9                 | 1,6       | 6,4        |
| Amérindiens                      | 0,5                 | 0,7       | 0,9        |
| Asiatiques                       | 0,1                 | 1,6       | 4,8        |
| Total                            | 100                 | 100       | 100        |
|                                  |                     |           |            |
| Hispaniques et Latino-Américains | 2,3                 | 37,6      | 16,7       |

Selon l'American Community Survey, en 2010, 90,02 % de la population âgée de plus de 5 ans déclare parler l'anglais à la maison, 9,09 % le français et 0,89 % l'espagnol.
Dans la paroisse, la pyramide des âges (toujours en 2010) était présentée ainsi : 
- 1 656 personnes étaient mineures (moins de 18 ans) soit 24,2 % ;
- 595 personnes étaient des jeunes adultes (de 18 à 24 ans) soit 8,7 % ;
- 1 651 personnes de jeunes forces de travail (de 25 à 44 ans) soit 24,1 % ;
- 2 067 personnes étaient des forces de travail vieillissantes (de 45 à 65 ans) soit 30,2 % ;
- 881 personnes étaient des personnes en âge de la retraite (plus de 65 ans) soit 12,9 %.

L’âge moyen des citoyens de la paroisse était donc de 39,9 ans. De plus, la paroisse comptait 3 444 personnes de sexe féminin (soit 50,4 %) et 3 395 personnes de sexe masculin (soit 49,6 %).
Le revenu moyen par personne s’élève à 34 232 $ (en 2006) alors que 12,30 % des habitants vivent sous le seuil de pauvreté (indice Fédéral).

## Politique
Selon USA Today, la paroisse de Cameron est en 2016 le comté américain (ou équivalent) de plus de 500 habitants ayant donné le meilleur score au républicain Donald Trump. Il rassemble ici 88,2 % des voix. Cependant, la paroisse est battue par celle de La Salle (88,8 %), le comté de Leslie dans le Kentucky (89,4 %) et le comté de Robert au Texas (95,3 %).